# Lovčovice
Lovčovice (německy Lospitz, dříve též Lobcowycz, Lowczowicz, Laucziowicze, Laspitz, Lospitz, Laučovice) jsou obec v okrese Třebíč v Kraji Vysočina. Žije zde 60 obyvatel.
Obec se nachází pět kilometrů jihozápadně od Jemnice, z jihu je obtékána Bělčovickým potokem, prochází jí silnice z Chvalkovic do Bačkovic.
Sousedními obcemi sídla jsou Dešná, Bačkovice, Radotice a Menhartice.

## Geografie
Ze severu na jih vede přes území obce silnice II/410, ze západu na východ vede silnice z Chvalkovic do Bačkovic, z této silnice pak severně přes zastavěné území obce vede užitková silnice do Pálovic, přes severovýchodní výspu území obce vede užitková silnice z Menhartic do Radotic. Ze západu na jih vede přes území obce cyklostezka 1001. 
Většina území obce je využívána zemědělsky, jen malá část severovýchodní výspy území obce a jihozápadní okraj území obce jsou zalesněny. 
Západně od území obce pramení Bělčovický potok, ten pak teče východně a na jednom z jeho přítoků se nachází u zastavěného území obce Karlův rybník. Bělčovický potok pak vede severně, kde se po pár stovkách metrů vlévá do Menhartického potoka. Na severním okraji území obce se nachází dva malé rybníčky. 
Většina území obce je rovinatá, nachází se mezi 480–500 metry nad mořem, na východní hranici území obce se nachází nepojmenovaný vrchol s kótou 482 m. 
Zastavěné území obce se nachází na severním okraji západní části území obce.

## Historie
První písemná zmínka o obci pochází z roku 1351 (in Lobcowycz), v roce 1360 je poprvé také zmíněna tvrz ve vsi, ta byla v roce 1365 prodána Martinkovi z Libosvár, ale už na konci 14. století se uvádí jako pustá. Později měla být obnovena, ale v 16. století je opět uváděna jako pustá. Roku 1386 prodal Lovčovice Chval z Radkova Jarkovi a Kunšovi z Krakovic, Kuneš pak roku 1390 prodal vesnici Pelhřimovi z Kopitec. Roku 1528 získali vesnici s tvrzí a Polici s tvrzí Anna z Bačkovic a Kuna z Kunštátu Janovi z Tavíkovic, tím se stala vesnice součástí polického panství.
V roce 1564 pak získala polické panství Eva Tavíkovská, která se v roce 1576 spolčila s manželem a ta pak za dobrozdání Rudolfa II. získala celý majetek svého manžela a v roce 1590 darovala polické panství druhému manželovi Jiřímu Kryštofovi Teuflovi z Gundersdorfu. V roce 1600 pak získala panství v Polici Voršila Lorantka z Inky, v roce 1679 pak získali polické panství Berchtoldové. V roce 1775 se lovčovičtí poddaní účastnili žádosti o snížení roboty, jeden ze zástupců obce se účastnil podání císaři ve Vídni.
Ti byli majiteli panství do roku 1821. V roce 1821 prodali panství Augustovi Segurovi, ten pak prodal panství městu Znojmu a to Maxi Springerovi, dalším vlastníkem byl Leopold Šternberk a následně Alfred Vražda z Kunvaldu, ten byl majitelem statku až do roku 1945.
V roce 1933 byla vesnice elektrifikována. Po skončení druhé světové války bylo v roce 1947 založeno zemědělské strojní družstvo a v roce 1957 bylo založeno v Lovčovicích JZD, to pak bylo v roce 1966 sloučeno s JZD Menhartice, roku 1991 bylo družstvo v Menharticích privatizováno.

## Obyvatelstvo
| Rok            | 1869 | 1880 | 1890 | 1900 | 1910 | 1921 | 1930 | 1950 | 1961 | 1970 | 1980 | 1991 | 2001 | 2011 | 2021 |
| -------------- | ---- | ---- | ---- | ---- | ---- | ---- | ---- | ---- | ---- | ---- | ---- | ---- | ---- | ---- | ---- |
| Počet obyvatel | 119  | 110  | 113  | 125  | 117  | 136  | 134  | 72   | 70   | 78   | 77   | 71   | 64   | 56   | 63   |
| Počet domů     | 24   | 24   | 23   | 33   | 23   | 23   | 23   | 20   | 17   | 16   | 17   | 23   | 23   | 19   | 18   |

## Obecní správa
Do roku 1849 patřily Lovčovice do polického panství, od roku 1850 patřily do okresu Dačice, pak od roku 1896 do okresu Moravské Budějovice, pak mezi lety 1938 a 1945 do okresu Waidhofen an der Thaya, pak od roku 1945 do okresu Dačice a od roku 1960 do okresu Třebíč. Od 1. dubna 1967 do 31. prosince 1979 patřily Lovčovice pod Menhartice-Lovčovice a od 1. ledna 1980 do 31. prosince 1992 byla obec začleněna pod Jemnici, následně se obec osamostatnila.

### Obecní symboly
Znak a vlajka byly obci uděleny rozhodnutím předsedkyně Poslanecké sněmovny Parlamentu České republiky dne 18. května 2012.

## Politika

### Volby do Poslanecké sněmovny
|       | 2006              | 2010              | 2013              | 2017              | 2021              |
| ----- | ----------------- | ----------------- | ----------------- | ----------------- | ----------------- |
| 1.    | ČSSD (47,72 %)    | ČSSD (38,63 %)    | KSČM (37,5 %)     | SPD (27,65 %)     | ANO (47,5 %)      |
| 2.    | KSČM (20,45 %)    | ODS (22,72 %)     | ODS (25,0 %)      | KSČM (23,4 %)     | ČSSD (20,0 %)     |
| 3.    | ODS (15,9 %)      | KSČM (20,45 %)    | ČSSD (20,0 %)     | KDU-ČSL (17,02 %) | SPD (10,0 %)      |
| účast | 89,80 % (44 z 49) | 93,62 % (44 z 47) | 93,02 % (40 z 43) | 92,31 % (48 z 52) | 81,63 % (40 z 49) |

### Volby do krajského zastupitelstva
|      | 1.                | 2.                              | 3.                       | účast             |
| ---- | ----------------- | ------------------------------- | ------------------------ | ----------------- |
| 2000 | ČSSD (27,58 %)    | SV (24,13 %)                    | 4KOALICE (17,24 %)       | 51,78 % (29 z 56) |
| 2004 | ODS (31,81 %)     | SNK (27,27 %)                   | KSČM (22,72 %)           | 43,13 % (22 z 51) |
| 2008 | ČSSD (48,83 %)    | KSČM (16,27 %)                  | ODS (13,95 %)            | 87,76 % (43 z 49) |
| 2012 | KSČM (38,46 %)    | ČSSD (25,64 %)                  | ODS (17,94 %)            | 90,7 % (39 z 43)  |
| 2016 | KSČM (27,58 %)    | ODS (24,13 %)                   | STO (17,24 %)            | 61,7 % (29 z 47)  |
| 2020 | ODS+STO (41,93 %) | Trikolora+Soukromníci (16,12 %) | ANO (12,9 %)             | 62 % (31 z 50)    |
| 2024 | ANO (44,82 %)     | ODS+TOP 09+STO (34,48 %)        | ČSNS+KSČM+ČSSD (10,34 %) | 60,42 % (29 z 48) |

### Prezidentské volby
V prvním kole prezidentských voleb v roce 2013 první místo obsadil Miloš Zeman (12 hlasů), druhé místo obsadil Přemysl Sobotka (9 hlasů) a třetí místo obsadil Jan Fischer (7 hlasů). Volební účast byla 88,37 %, tj. 38 ze 43 oprávněných voličů. V druhém kole prezidentských voleb v roce 2013 první místo obsadil Miloš Zeman (31 hlasů) a druhé místo obsadil Karel Schwarzenberg (7 hlasů). Volební účast byla 88,37 %, tj. 38 ze 43 oprávněných voličů.
V prvním kole prezidentských voleb v roce 2018 první místo obsadil Jiří Drahoš (16 hlasů), druhé místo obsadil Miloš Zeman (13 hlasů) a třetí místo obsadil Pavel Fischer (11 hlasů). Volební účast byla 92,16 %, tj. 47 ze 51 oprávněných voličů. V druhém kole prezidentských voleb v roce 2018 první místo obsadil Miloš Zeman (25 hlasů) a druhé místo obsadil Jiří Drahoš (24 hlasů). Volební účast byla 96,08 %, tj. 49 ze 51 oprávněných voličů.
V prvním kole prezidentských voleb v roce 2023 první místo obsadil Andrej Babiš (27 hlasů), druhé místo obsadil Petr Pavel (8 hlasů) a třetí místo obsadila Danuše Nerudová (6 hlasů). Volební účast byla 88,00 %, tj. 44 ze 50 oprávněných voličů. V druhém kole prezidentských voleb v roce 2023 první místo obsadil Andrej Babiš (27 hlasů) a druhé místo obsadil Petr Pavel (19 hlasů). Volební účast byla 90,20 %, tj. 46 ze 51 oprávněných voličů.

## Pamětihodnosti
- Kaple z 19. století[5]